# F.-A.-Gauthier
Die F.-A.-Gauthier ist eine Ro-Pax-Fähre der kanadischen Reederei Société des traversiers du Québec.

## Geschichte
Die Fähre wurde unter der Baunummer 6239 auf der Werft Fincantieri in Castellammare di Stabia gebaut. Die Kiellegung fand am 26. September 2013, der Stapellauf am 28. Juni 2014 statt. Die Fertigstellung der Fähre erfolgte Ende März 2015.
Die Fähre verfügt über einen Dual-Fuel-Antrieb und kann mit Flüssigerdgas oder Dieselkraftstoff betrieben werden. Sie war die erste auf einer italienischen Werft mit einem Dual-Fuel-Antrieb gebaute Fähre und die erste so angetriebene Fähre in Nordamerika.
Die Fähre wurde im Juli 2015 auf den Fährverbindungen über den Sankt-Lorenz-Strom zwischen Matane und Baie-Comeau bzw. Matane und Godbout in Dienst gestellt. Sie ersetzte die Camille-Marcoux. Beim Betrieb der F.-A.-Gauthier kam es wiederholt zu Problemen. So fiel der Flüssigerdgasantrieb bereits nach wenigen Monaten aus. Nach weiteren Problemen wurden im Dezember 2018 Probleme an den Propellergondeln entdeckt. Für die Reparatur musste die Fähre aus der Fahrt genommen werden. Da kein Ersatzschiff für die Fährverbindung über den Sankt-Lorenz-Strom zur Verfügung stand und die Société des traversiers du Québec die CTMA Vacancier im Januar 2019 nur kurzzeitig als Ersatz nutzen konnte, bevor diese wieder im Fährverkehr mit den Magdalenen-Inseln benötigt wurde, kaufte die Reederei die deutlich kleinere Apollo. Die Apollo wurde bereits kurze Zeit später wegen erheblicher Mängel und Sicherheitsbedenken wieder aus der Fahrt genommen und vorübergehend durch die Frachtfähre CTMA Voyageur ersetzt. Schließlich kaufte die Société des traversiers du Québec die ehemalige Saaremaa, die ab Juli 2019 als Saaremaa 1 auf der Fährverbindung über den Sankt-Lorenz-Strom verkehrte. Die F.-A.-Gauthier nahm den Betrieb Ende Januar 2020 wieder auf. Wegen technischer Probleme mit dem Antriebssystem fiel die Fähre ab Ende November 2020 erneut für mehrere Monate aus.
Benannt ist die F.-A.-Gauthier nach Félix-Adrien Gauthier, der von 1960 bis 1963 Bürgermeister von Matane war. Auf Gauthier geht die Fährverbindung zwischen Matane und Godbout zurück. Der Schiffsentwurf stammte von dem kanadischen Unternehmen Navtech und dem finnischen Unternehmen Deltamarin.

## Technische Daten und Ausstattung
Das Schiff wird dieselelektrisch von zwei Elektromotoren mit jeweils 7000 kW Leistung angetrieben. Die Motoren wirken auf zwei Propellergondeln. Die Fähre ist mit zwei Bugstrahlrudern ausgestattet. Für die Stromerzeugung stehen vier von Wärtsilä-Dual-Fuel-Motoren des Typs 12V34DF mit jeweils 5220 kW Leistung angetriebene Generatoren zur Verfügung. Die Motoren können mit Flüssigerdgas oder mit Dieselkraftstoff angetrieben werden.
Die Fähre ist mit drei Fahrzeugdecks ausgestattet. Auf dem Hauptdeck befindet sich ein durchlaufendes Fahrzeugdeck. Dieses ist über eine Bug- und eine Heckrampe zugänglich. Am Bug befindet sich ein seitlich zu öffnendes Bugvisier. Die nutzbare Durchfahrtshöhe beträgt maximal 4,98 m. In das Deck ist ein weiteres, höhenverstellbares Fahrzeugdeck eingehängt, das bei Bedarf genutzt werden kann. Über dem durchlaufenden Fahrzeugdeck befindet sich ein weiteres Fahrzeugdeck. Dieses ist über Rampen mit dem Fahrzeugdeck auf dem Hauptdeck verbunden. Für Fahrzeuge stehen 540 Spurmeter zur Verfügung. Die Fähre kann 180 Pkw befördern.
In den Decksaufbauten sind unter anderem die Einrichtungen für die Passagiere untergebracht, darunter Aufenthaltsbereiche mit Sitzgelegenheiten, die sich im Heckbereich über zwei Decks erstrecken und mit Panoramafenstern versehen sind, ein Selbstbedienungsrestaurant, eine Bar, eine Boutique und ein Kinderspielbereich. Auf dem Sonnendeck stehen weitere Aufenthaltsbereiche mit Sitzgelegenheiten zur Verfügung. Die Passagierkapazität beträgt 800 Personen.
Die Brücke befindet sich im vorderen Bereich des Schiffes. Sie ist über die gesamte Breite geschlossen und geht zur besseren Übersicht bei An- und Ablegemanövern bzw. dem Navigieren in engen Fahrwassern deutlich über die Schiffsbreite hinaus.
Der Rumpf des Schiffes ist eisverstärkt (Eisklasse 1A).